# Darja Paluektawa
Darja Paluektawa (belarussisch Дар’я Палуэктава; * 4. März 1993) ist eine belarussische Geherin.

## Sportliche Laufbahn
Paluektawa konnte sich 2015 zwei belarussische Meistertitel sichern. So gewann sie das 10.000-Meter-Gehen in Mahiljou mit 45:59,61 min, ehe ihr kurz darauf in Hrodna im 20-Kilometer-Gehen mit 1:34:04 h ebenfalls der Sieg gelang.
2019 ging Paluektawa bei den Weltmeisterschaften in Doha im 20-Kilometer-Gehen an den Start, konnte sich mit 1:37:42 h aber lediglich auf Rang 14 platzieren.